# Richard Aldridge
Richard John Aldridge (16 de diciembre de 1945-4 de febrero de 2014) fue un paleontólogo y docente británico. Fue profesor de Geología de la Universidad de Leicester.

## Biografía
La carrera de Aldridge comenzó en Universidad de Southampton antes de ejercer de lector en la University College de Londres. Se unió a la Universidad de Nottingham donde permaneció hasta 1989, alcanzando el rango de lector en Palaeontología. Después de la Oxburgh Review of Earth Sciences, se trasladó a la Universidad de Leicester donde trabajó durante dos períodos como Jefe de Departamento y Profesor de Geología F.W. Bennett desde 2002 hasta su jubilación en 2011.
La investigación de Aldridge se centró sobre tomo, en la bioestratigrafía de la conodonta y la palaeobiología. Una de sus contribuciones fundamentales fue descubrir la naturaleza vertebrada del enigmático animal, en colaboración con Derek Briggs y Euan Clarkson. Esto se logró mediante un análisis cuidadoso de los restos óseos, pero también mediante el análisis de restos extraños de tejidos blandos de conodontos. Esto condujo naturalmente al enfoque de investigación posterior de Aldridge, que fue el fósil Lagerstätten.
Aldridge fue premiado con el Pander Medal de la Pander society en 2006. Fue Presidente de la Palaeontological Association y de la British Micropalaeontological Society (1995-1998).